# Hamza Younés
Hamza Younés (Monastir, 16 de abril de 1986) é um futebolista profissional tunisiano que atua como atacante. Atualmente, está sem clube.

## Carreira
Hamza Younés representou o elenco da Seleção Tunisiana de Futebol no Campeonato Africano das Nações de 2015.